# Спортивна гімнастика на літніх Олімпійських іграх 2016 — вільні вправи (чоловіки)
Змагання зі спортивної гімнастики (вільні вправи) серед чоловіків на літніх Олімпійських іграх 2016 пройшли 14 серпня на Олімпійській арені Ріо. Брали участь 8 спортсменів з 4-х країн.

## Кваліфікаційний раунд
6 серпня відбувся кваліфікаційний раунд, за результатами якого визначились учасники фіналу. 
Гімнасти, які посіли перші 8 місць, кваліфікувалися у фінальний раунд. Якщо більш як два спортсмени однієї країни потрапляють до перших 8-ми, то ті, що нижче другого місця у своїй команді, не проходять далі, а їх заміняють спортсмени з наступними найкращими оцінками.
| Місце | Ім'я                   | Складність | Виконання | Штраф | Загалом | Кваліфікація |
| ----- | ---------------------- | ---------- | --------- | ----- | ------- | ------------ |
| 1     | Семюель Мікулак (USA)  | 6.800      | 9.000     |       | 15.800  | Q            |
| 2     | Джейкоб Далтон (USA)   | 6.700      | 8.900     |       | 15.600  | Q            |
| 3     | Утімура Кохей (JPN)    | 6.900      | 8.633     |       | 15.533  | Q            |
| 4     | Дієго Іполіто (BRA)    | 6.800      | 8.700     |       | 15.500* | Q            |
| 4     | Макс Вітлок (GBR)      | 6.800      | 8.700     |       | 15.500* | Q            |
| 6     | Сіраї Кендзо (JPN)     | 7.600      | 7.833     | −0.1  | 15.333  | Q            |
| 7     | Крістіан Томас (GBR)   | 6.200      | 9.033     |       | 15.233* | Q            |
| 8     | Юсуке Танака (JPN)     | 6.300      | 8.933     |       | 15.233* | -*           |
| 9     | Артур Маріано (BRA)    | 6.400      | 8.800     |       | 15.200* | Q            |
| 10    | Манріке Лардует (CUB)  | 6.500      | 8.700     |       | 15.200* | R1           |
| 11    | Райдейлей Сапата (ESP) | 6.700      | 8.383     |       | 15.083  | R2           |
| 12    | Бенджамін Гішар (SUI)  | 6.400      | 8.666     |       | 15.066  | R3           |

* Коли два спортсмени показують однакову суму, виграє той, хто одержує вищу оцінку за виконання. Юсуке Танака з Японії не потрапив до фіналу, хоча й посів одне з перших восьми місць, через суворе правило “два спортсмени на країну” у фіналах окремих вправ, бо два його співвітчизники Сіраї та Утімура посіли вищі місця у кваліфікації.

## Фінал
| Місце | Ім'я                  | Складність | Виконання | Штраф | Загалом |
| ----- | --------------------- | ---------- | --------- | ----- | ------- |
| 1     | Макс Вітлок (GBR)     | 6.800      | 8.833     |       | 15.633  |
| 2     | Дієго Іполіто (BRA)   | 6.800      | 8.733     |       | 15.533  |
| 3     | Артур Маріано (BRA)   | 6.700      | 8.733     |       | 15.433  |
| 4     | Кендзо Сіраї (JPN)    | 7.600      | 7.766     |       | 15.366  |
| 5     | Кохей Утімура (JPN)   | 6.900      | 8.641     | –0.3  | 15.241  |
| 6     | Джейкоб Далтон (USA)  | 6.700      | 8.433     |       | 15.133  |
| 7     | Крістіан Томас (GBR)  | 6.200      | 8.858     |       | 15.058  |
| 8     | семюель Мікулак (USA) | 6.600      | 7.833     | –0.1  | 14.333  |